# Sirje Olesk

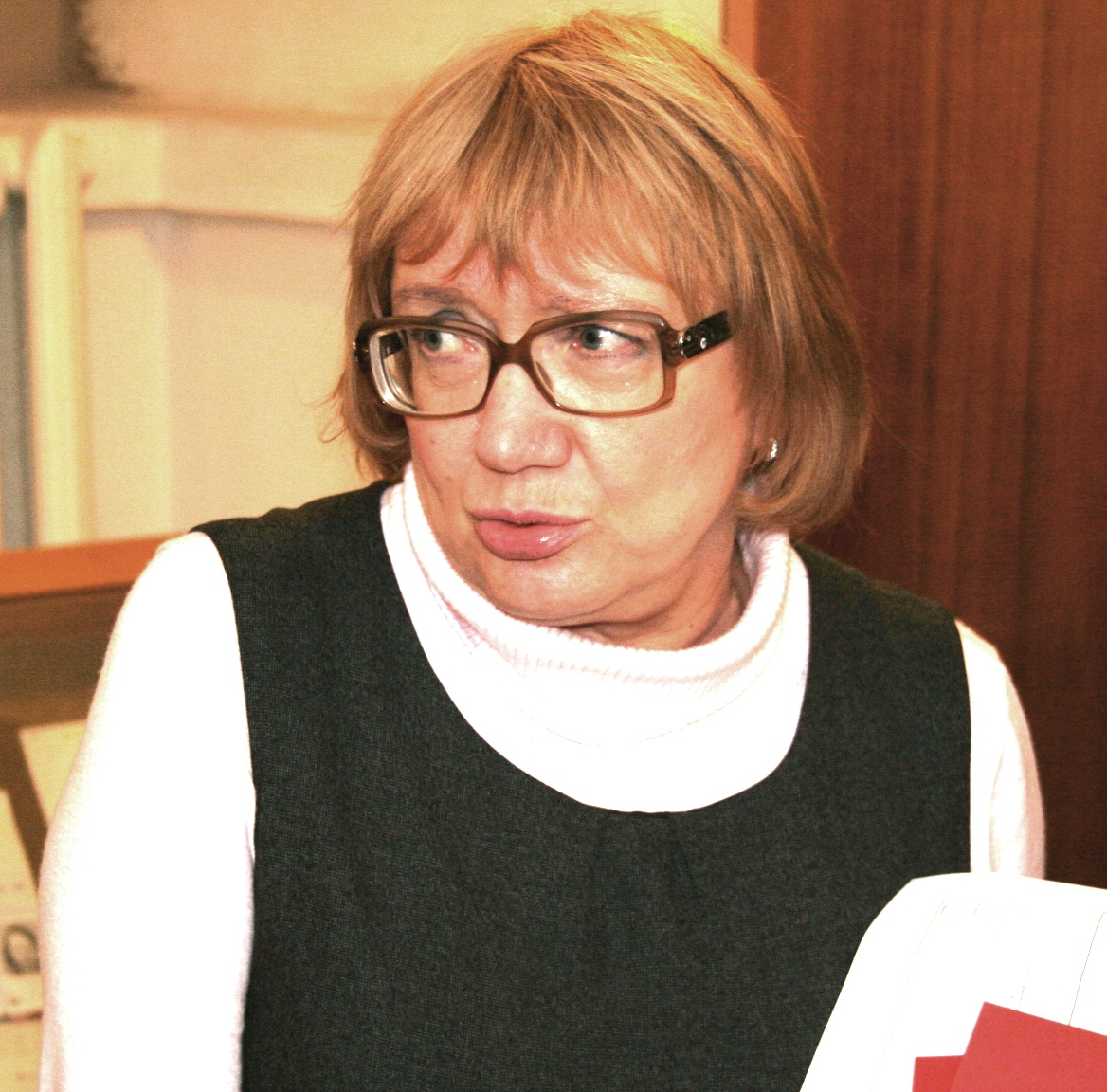
Sirje Olesk (2012)

Sirje Olesk (bis 1977 Sirje Mägar, * 24. August 1954 in Kohtla-Järve) ist eine estnische Literaturwissenschaftlerin und -kritikerin.

## Leben
Sirje Olesk machte 1972 in Kohtla-Järve Abitur und studierte von 1972 bis 1977 an der Universität Tartu Estnische Philologie. Nach ihrem Abschluss war sie drei Jahre Lehrerin in Tallinn (1977–1980), seit 1980 war sie in verschiedenen Funktionen am Estnischen Literaturmuseum tätig. Von 1981 bis 1985 absolvierte sie zudem im Fernstudium eine Aspirantur am Institut für Sprache und Literatur (estn. Keele ja Kirjanduse Instituut) der Estnischen Akademie der Wissenschaften, dem Vorläufer des heutigen Instituts für Estnische Sprache und des Under und Tuglas Literaturzentrums in Tallinn. 1989 wurde sie mit einer Arbeit zur Entwicklung des Poetikgedankens in Estland zwischen 1878 und 1917 an der Universität Tartu zum Dr. phil. promoviert.
In den 1990er-Jahren folgten Studienaufenthalte in Schweden und Finnland. Von 2008 bis 2010 sowie 2014 bis 2019 war sie Lektorin für estnische Literatur und Kultur an der Universität Helsinki. Sie ist seit 1998 korrespondierendes Mitglied der Finnischen Literaturgesellschaft und seit 1999 Mitglied des Estnischen Schriftstellerverbandes. Sirje Olesk war von 1977 bis zu dessen Tod im November 2021 mit dem estnischen Politiker und Literaturwissenschaftler Peeter Olesk verheiratet.

## Werk
Olesk schrieb seit Ende der 1970er-Jahre Kritiken und wissenschaftliche Aufsätze. Schwerpunktmäßig befasste sie sich auf der Basis von Jaak Põldmäes Verslehre zunächst mit der Entwicklung der estnischen Lyrik, worüber sie auch ihre Dissertation verfasste. Später wandte sie sich der Erforschung der estnischen Nachkriegsliteratur zu und legte wichtige Arbeiten sowohl zur stalinistischen Periode als auch zur Exilliteratur vor. Außerdem untersucht sie die estnisch-finnischen Kulturbeziehungen – hierbei wird auch die ältere Zeit miteinbezogen, insbesondere gilt ihr Forschungsinteresse Lydia Koidula und Aino Kallas – und übersetzt auch aus dem Finnischen.

## Auszeichnungen
- 1994 Jahrespreis des Estnischen Kulturfonds
- 1996 E.V. Ponkala-Preis (Finnland)
- 2000 Orden des weißen Sterns, III. Klasse
- 2006 Aino-Kallas-Preis

## Bibliografie (Auswahl)

### Monografien
- (Herausgabe gemeinsam mit Eva Aaver und Heli Laanekask) Lydia Koidula 1843–1886. Tartu: Ilmamaa / Tallinn: Eesti Raamat 1994. 363 S.
- (Herausgabe und Kommentar) Akadeemia kirjades. Ants Orase ja Ivar Ivaski kirjavahetus 1957–1981. Tartu: Eesti Kirjandusmuuseum 1997. 379 S.
- (gemeinsam mit Epp Annus, Luule Epner, Ants Järv, Ele Süvalep, Mart Velsker) Eesti kirjanduslugu. Tallinn: Koolibri 2001. 703 S.
- Tõdeadline vankuval müüril. Artikleid 2022 ajast ja luulesS. Tartu: Eesti Kirjandusmuuseum 2002. 323 S. (EKLA töid kirjandusest ja kultuuriloost 1)
- Aegade lugu. Kirjanike liit Eesti NSV-s. Tallinn: Eesti Kirjanike Liit 2022. 303 S.

### Aufsätze
- Moodsa luule algus Eestis. Ajakiri «Linda» 1903–1905, in: Vikerkaar 11/1988, S. 54–57.
- Das Estnische Literaturmuseum – für wen und warum?, in: Estonia 2/1999, S. 14–19.
- (gemeinsam mit Kersti Unt) Estonian alternative poetry in changing canon, in: interlitteraria 4 (1999), S. 281–290.
- Kahe Eesti kahekõne, in: Looming 5/1999, S. 738–755.
- Kansallismielisyys ja modernismi Viron runoudessa. Kaanonin historia, in: Kaksi tietä nykyisyyteen. Tutkimuksia kirjallisuuden, kansallisuuden ja kansallisten liikkeiden suhteista Suomessa ja Virossa. Toimittaneet Tero Koistinen, Piret Kruuspere, Erkki Sevänen, Risto Turunen. Helsinki: SKS 1999, S. 322–335.
- Neljakümnendad I: Murrang kodumaal. in: Muutuste mehhanismid eesti kirjanduses ja kirjandusteaduses. Ettekandeid ja artikleid 1999. Koostanud M. Laak ja S. Olesk. Tartu: Eesti Kirjandusmuuseum 2000, S. 149–172.
- Kaasaegne luule ja ajalooline kaanon. Modernism ja postmodernism eesti moodi, in: Looming 12/2000, S. 1837–1845.
- Vabavärsi kolmekrossiooper, in: Looming 9/2001, S. 1384–1397.
- Pagulased ja „punane kirjanduslugu“, in: Tuna 3/2002, S. 74–82.
- ENSV Kirjanike Liit ja EK(b)P KK kaheksas pleenum, in: Looming 10/2002, S. 1552–1567.
- Nykypäivän runous ja historiallinen kaanon. Modernismi ja postmodernismi virolaiseen tapaan, in: Viron kirjallisuus vuosituhannen vaihteessa. Postmodernia ja modernia. Toimittaneet Liisa Saariluoma, Tarja Pakarinen ja Piret Kruuspere. Helsinki: SKS 2003, S. 49–64.
- Aino Kallas ja noor eesti kriitika, in: Keel ja Kirjandus 8/2003, S. 561–570.
- „Laine põhi“. Kirjandusest ja selle kontekstist Eestis aastatel 1950–1953, in: Võim & kultuur. Koostajad: Arvo Krikmann, Sirje Olesk. Tartu: Eesti Kirjandusmuuseum 2003, S. 465–479.
- Võim kirjanduse kallal: Dokument eesti kirjanduse juhtimisest 1950. aastal, in: Võim & kultuur. Koostajad: Arvo Krikmann, Sirje Olesk. Tartu: Eesti Kirjandusmuuseum 2003, S. 481–525.
- Noorsoomluse põhi Noor-Eestis, in: Keel ja Kirjandus 10/2005, S. 780–789.
- Mastimännid ja muu mets. Mitmekülgsuse võlu. Eesti proosast aastal 2007, in: Looming 3/2008, S. 424–441.
- Eesti teema soome kirjanduses: Sofi Oksaneni romaan „Puhastus“, in: Keel ja Kirjandus 7/2010, S. 473–486.
- Nõukogude Eesti raamatud väliseestlaste lugemislaual, in: Looming 2/2011, S. 255–269.
- Kirjanduse vabanemise keeruline tee parteidokumentide valgusel, in: Tuna 1/2014, S. 130–138.
- Kuuekümnendad aastad ENSV Kirjanike Liidus: muutuste aeg, in: Looming 8/2014, S. 1154–1174.
- ENSV Kirjanike Liit aastatel 1966–1971. Protokolle lehitsedes, in: Looming 10/2014, S. 1451–1469.
- Kolm kongressi. ENSV Kirjanike Liidu ajaloost aasttel 1954–1966, in: Keel ja Kirjandus 3/2015, S. 153–162.

## Sekundärliteratur
- Karl Muru: Sirje Olesk filoloogiakandidaadiks, in: Keel ja Kirjandus 9/1989, S. 572.
- Tiit Hennoste: Kindlate tõdede müüri varjus, in: Looming 4/2003, S. 626–630.
- Aare Pilv: Ajatu mälestus, in: Keel ja Kirjandus 4/2003, S. 310–313.